# Antonio Graves
Antonio Graves (Mansfield, Ohio, 17 de abril de 1985) es un jugador de baloncesto estadounidense que pertenece a la plantilla del Ormanspor Gençlik Ankara turco. Con 1,91 metros de estatura, juega en la posición de escolta.

## Trayectoria deportiva
Jugó cuatro temporadas con los Pittsburgh Panthers y tras no ser elegido en el Draft de la NBA de 2007, fichó por el Pittsburgh Xplosion de la CBA y más tarde, comenzaría su aventura Europa en Francia, en concreto en las filas de PAU Orthez.
El escolta se convertiría en un trotamundo y jugaría en países como Francia, Croacia, Turquía, Alemania, Italia e Israel, incluyendo un paso por los Canton Charge de la liga de desarrollo de la NBA.
En Alemania formaría parte de varios equipos, entre el período de 2013 a 2015 jugaría en los Artland Dragons y al año siguiente, firmaría por los Crailsheim Merlins.
En septiembre de 2016, firmaría un contrato de seis meses para formar parte de la plantilla de los Skyliners Frankfurt. Al acabar el contrato, a principios de 2017 firmaría por el BC Tsmoki-Minsk de Bielorrusia.